# Jari Sillanpää
Jari SIllanpää (nacido el 16 de agosto de 1965, Ludvika) es un cantante finlandés nacido en Suecia. Con cerca de 820,000 ventas, es el quinto artista musical y el segundo solista con mayores ventas en Finlandia.

## Carrera
Jari Sillanpää se hizo famoso después de ganar el concurso Tangomarkkinat celebrado de forma anual en la ciudad de Seinäjoki, Finlandia en 1995, donde recibió la máxima puntuación de parte de todos los miembros del jurado.
Su álbum debut homónimo fue lanzado en 1995 y se convirtió en el álbum con mayores ventas de todos los tiempos en Finlandia, con cerca de 270,000 copias vendidas. En 1997, participó en el Festival de Golden Stag, celebrado en Rumania, con la canción "Remember Me" con la que obtuvo el premio a la Mejor Presentación de una Canción Rumana.
En 1998, Sillanpää ganó el premio a Mejor Cantante Masculino del Año en los Emma Gaala.
En 2004, Jari participó en la Final Nacional finlandesa para buscar a un representante de dicho país en el Festival de Eurovisión ese mismo año. Su canción "Take 2 to Tango" se alzó con la victoria, dándole el derecho de representar al país en el festival celebrado en Estambul, Turquía. Ese año, se realizó una semifinal televisada donde la canción de Sillanpää, que se presentó en la primera posición, obtuvo 51 puntos, posicionándose en el 14° puesto, lo que dio como resultado que el país quedara fuera de la final.
En 2009, él volvió a participar de la preselección finlandesa con el objetivo de representar a ese país en Eurovisión, pero su canción "Kirkas kipinä" no logró obtener el mismo éxito que en su primera participación.

## Vida personal
En 2006, Sillanpää se identificó públicamente como homosexual.
Habla 5 idiomas Finés, sueco, inglés, francés y español

## Discografía
- Jari Sillanpää (1996)
- Hyvää joulua (1996)
- Auringonnousu (1997)
- Varastetut helmet (1998)
- Onnenetsijä (1999)
- Kuninkaan kyyneleet (2000)
- Maa on niin kaunis (2000)
- Hän kertoo sen sävelin  (2001)
- Määränpää tuntematon (2003)
- Parhaat (2005)
- Albumi (2008)
- Al Ritmo Latino (2008)
- Kuin elokuvissa (2009)
- Millainen laulu jää (2011)
- Rakkaudella merkitty mies (2014)